# Bryant McKinnie
Bryant Douglas McKinnie (Woodbury, 23 settembre 1979) è un giocatore di football americano statunitense che gioca nel ruolo di offensive tackle nella National Football League (NFL) e dal 2014 è free agent. Fu scelto nel corso del primo giro (7º assoluto) del Draft NFL 2002 dai Minnesota Vikings. Al college ha giocato a football all’Università di Miami.

## Carriera professionistica

### Minnesota Vikings
McKinnie fu scelto come settimo assoluto dai Minnesota Vikings nel draft 2002 giocando tutte le partite tra il 2003 e il 2007 con una striscia di 80 gare consecutive come titolare. Il 2 agosto 2011 fu svincolato dai Vikings.

### Baltimore Ravens
Il 24 agosto 2011 Bryant firmò coi Ravens convinto dall'ex compagno all'Università della Florida Ed Reed. Dopo aver giocato poco nella stagione regolare 2012, nei playoff partì sempre come titolare e concesse in totale solo 4 sack nelle tre gare vinte da Baltimore che arrivò a disputare il Super Bowl XLVII contro i San Francisco 49ers. Il 3 febbraio 2013, McKinnie partì come titolare nel Super Bowl contribuendo alla vittoria dei Ravens per 34-31, laureandosi per la prima volta campione NFL.

### Miami Dolphins
Il 21 ottobre 2013, i Ravens scambiarono McKinnie con i Miami Dolphins in cambio di una scelta condizionata nel draft 2014. Con essi giocò dieci partite, tutte come titolare, ma a fine anno non gli fu rinnovato il contratto.

## Palmarès

### Franchigia
- Super Bowl : 1

Baltimore Ravens: Super Bowl XLVII
- American Football Conference Championship: 1

Baltimore Ravens: 2012

### Individuale
- Convocazioni al Pro Bowl: 1

2009

## Statistiche
| Partite totali             | 179 |
| Partite totali da titolare | 162 |
| Fumble recuperati          | 5   |

Statistiche aggiornate alla stagione 2013